# 河本産業
河本産業株式会社（かわもとさんぎょう、英: Kawamoto Industrial Co.,Ltd.） は、東京都千代田区に本社を置くコンピュータソフトウェアの企画制作卸売、安全用品開発及び販売を事業内容とする日本の企業。

## 概要
業務用防塵マスク販売会社であったが、2000年代に入ってから元ヒューマンの戸川浩明が同社を買い取り、ゲームソフトウェア開発主体に事業転換した。
コンシューマーゲーム版恋愛アドベンチャーゲーム等の開発下請けを経て、2009年にゲームブランド・nn.system（エヌエヌドットシステム）を立ち上げ、パブリッシャー（販売）にも進出した。
子会社としてクロンを設立、2013年時点ではフラッシュ暗算やタワーディフェンスのソフトもクロンに移行している。

## ゲーム作品
- みんなでフラッシュ暗算DS（マイルストーン、ニンテンドーDS）開発
- 風雲!大籠城（ニンテンドーDS）
  - 甘口!大籠城（ニンテンドーDSiウェア）
  - 辛口!大籠城（ニンテンドーDSiウェア）
  - 中辛!大籠城（ニンテンドーDSiウェア）
- あなたの楽々シリーズ（ニンテンドーDSiウェア）
  - あなたの楽々エレクトリックギター 
「Music on: Electric Guitar」の日本語ローカライズ版。abylight開発。
  - あなたの楽々エレクトロニックキーボード 
「Music on: Electronic Keyboard」の日本語ローカライズ版。abylight開発。
  - あなたの楽々ドラムマシン 
「Music on: Drums」の日本語ローカライズ版。abylight開発。
- デカトリア（iPhone）